# Daryl Murphy
Daryl Murphy (Waterford, 15 de março de 1983) é um futebolista profissional irlandês que atua como atacante, atualmente defende o Nottingham Forest.

## Carreira

### Clubes
Atuou em diversos clubes, com principal destaque para o Ipswich Town. Em 2017, foi negociado pelo Newcastle para o Nottingham Forest, pelo valor de 2 milhões de libras, aonde disputará a Championship 2017-2018.  

### Seleção
Daryl Murphy fez parte do elenco da Seleção Irlandesa de Futebol da Eurocopa de 2016.
|    | Data                   | Local                              | Adversário | Placar | Resultado | Competição                                                     |
| -- | ---------------------- | ---------------------------------- | ---------- | ------ | --------- | -------------------------------------------------------------- |
| 1. | 05 de Setembro de 2016 | Red Star Stadium, Belgrado, Servia | Sérvia     | 2-2    | Empate    | Eliminatórias da Copa do Mundo FIFA de 2018 - Europa (Grupo D) |
| 2. | 06 de Outubro de 2017  | Aviva Stadium, Dublin, Irlanda     | Moldávia   | 2–0    | Vitória   | Eliminatórias da Copa do Mundo FIFA de 2018 - Europa (Grupo D) |
| 3. | 06 de Outubro de 2017  | Aviva Stadium, Dublin, Irlanda     | Moldávia   | 2–0    | Vitória   | Eliminatórias da Copa do Mundo FIFA de 2018 - Europa (Grupo D) |